# Lijst van gemeentelijke monumenten in Hillegom
De gemeente Hillegom kent 23 gemeentelijke monumenten. Hieronder een overzicht. 
| Object                              | Bouwjaar  | Architect           | Locatie                    | Coördinaten                   | Nr.        | Afbeelding                          |
| ----------------------------------- | --------- | ------------------- | -------------------------- | ----------------------------- | ---------- | ----------------------------------- |
| Huis van de Stationschef/woonhuis   | 1900      |                     | 2e Loosterweg 2            | 52° 18' 9" NB, 4° 33' 58" OL  | 0534/WN001 | Meer afbeeldingen                   |
| Transformatorhuisje                 | 1925-1930 |                     | Hofstraat ongen.           | 52° 17' 31" NB, 4° 34' 50" OL | 0534/WN002 | Transformatorhuisje                 |
| Zitbank                             | 1930      | H.T. Zwiers         | Hoofdstraat ongen.         | 52° 17' 33" NB, 4° 34' 43" OL | 0534/WN003 | Zitbank                             |
| St. Martinuskerk                    | 1923-1926 | H.P.J. de Vries     | Hoofdstraat 27b            | 52° 17' 42" NB, 4° 34' 50" OL | 0534/WN004 | Meer afbeeldingen                   |
| Postkantoor/woonhuis.               | 1884      |                     | Hoofdstraat 36 / 38        | 52° 17' 40" NB, 4° 34' 48" OL | 0534/WN005 | Postkantoor/woonhuis.               |
| School, d'Oude Handwerkschool       | 1905-1910 |                     | Kerkplein 6                | 52° 17' 30" NB, 4° 34' 41" OL | 0534/WN006 | School, d'Oude Handwerkschool       |
| Woonhuis                            | 1904      |                     | Kerkplein 10               | 52° 17' 29" NB, 4° 34' 40" OL | 0534/WN007 | Woonhuis                            |
| Watertoren                          | 1935      | A.D. Heederik       | Leidsestraat ongen.        | 52° 16' 26" NB, 4° 34' 12" OL | 0534/WN008 | Meer afbeeldingen                   |
| Bollenschuur (groen)                | 1900      |                     | Leidsestraat 152           | 52° 17' 1" NB, 4° 34' 21" OL  | 0534/WN009 | Meer afbeeldingen                   |
| Woonhuis en bollenschuur            |           |                     | Leidsestraat 154 / 156     | 52° 16' 53" NB, 4° 34' 18" OL | 0534/WN010 | Woonhuis en bollenschuur            |
| Hek begraafplaats                   |           |                     | Mariastraat ongen.         | 52° 17' 42" NB, 4° 34' 59" OL | 0534/WN011 | Hek begraafplaats                   |
| Klooster, Maria oord                | 1927      |                     | Mariastraat 28             | 52° 17' 42" NB, 4° 34' 53" OL | 0534/WN012 | Klooster, Maria oord                |
| Voormalig klooster Huize St. Joseph | 1905      |                     | Mariastraat 32 / 34 / 36   | 52° 17' 44" NB, 4° 34' 54" OL | 0534/WN013 | Voormalig klooster Huize St. Joseph |
| R.K. St. Josephkerk                 | 1920-1925 | J. Stuyt            | Mgr van Leeuwenlaan ongen. | 52° 17' 17" NB, 4° 34' 41" OL | 0534/WN014 | Meer afbeeldingen                   |
| Voormalige Johannesschool           | 1952      | A.H.J. Paardekooper | Pr. Irenelaan 16           | 52° 17' 45" NB, 4° 34' 58" OL | 0534/WN015 | Voormalige Johannesschool           |
| Villa, Con Amore                    | 1900      |                     | Sixlaan 4                  | 52° 17' 50" NB, 4° 34' 44" OL | 0534/WN016 | Villa, Con Amore                    |
| Villa, Odilia                       | 1911      |                     | Sixlaan 7                  | 52° 17' 44" NB, 4° 34' 43" OL | 0534/WN017 | Villa, Odilia                       |
| Villa Sonnevanck                    | 1895      |                     | Sixlaan 17                 | 52° 17' 49" NB, 4° 34' 40" OL | 0534/WN018 | Villa Sonnevanck                    |
| Villa Eikenhof                      | 1905-1910 |                     | Sixlaan 21-23              | 52° 17' 50" NB, 4° 34' 41" OL | 0534/WN019 | Villa Eikenhof                      |
| Villa Benvenuta                     | 1900-1905 |                     | Stationsweg 164            | 52° 18' 5" NB, 4° 34' 22" OL  | 0534/WN021 | Villa Benvenuta                     |
| Villa Weltevreden                   | 1880-1890 |                     | Van den Endelaan 9         | 52° 17' 39" NB, 4° 34' 39" OL | 0534/WN022 | Villa Weltevreden                   |
| Woonhuis                            | 1920      |                     | Weeresteinstraat 121b      | 52° 18' 3" NB, 4° 34' 56" OL  | 0534/WN023 | Woonhuis                            |